# Св. св. Кирил и Методий (Струмица)
„Св. св. Кирил и Методий“ (на македонска литературна норма: „Св. св. Кирил и Методиј“) е православна църква в град Струмица, Република Македония, катедрална църква на Струмишката епархия на Македонската православна църква – Охридска архиепископия.

## История

### Долна църква
Църквата се намира в старата част на града, на едноименната улица № 24, и е с два олтара. Долната църква е започната в 1750 година и е завършена за 10 години. Първоначално е била посветена на Кирил и Методий. Днес долният олтар е посветен на Светите 15 тивериополски свещеномъченици. Иконостасът е изработен от дъбово дърво и тук се намират мощите на Свети Василий Велики и Свети Теофан Начертани. Тук е и гробът на българския митрополит Герасим Струмишки, инициатор за изграждането на Горната църква, посветена на българските първоучители Кирил и Методий.
- Църквата в 1918 г. Българска пощенска картичка
- Църквата в 1932 г.

### Горна църква
В началото на XX век в Струмица има две църкви – катедралната „Свети Димитър“ и „Св. св. Константин и Елена“, които са на Струмишката гръцка митрополия. На Българската екзархия властите дълго време не позволяват да построи свой храм в града. Към 1905 година Струмишката българска община успява да издейства султански ферман за изграждане на своя църква. Тя е завършена и осветена в 1911 година. 
Митрополит Герасим успява да получи средства от руския светогорски манастир „Свети Пантелеймон“, на което се дължи и руският изглед на църквата. Построена е от дебърския майстор Атанас Митровски по негови собствени планове.
Иконостасът е изработен от липа от майстора от Дебърската школа Нестор Алексиев в 1935 година. Иконописта е дело на зографите Григорий Пецанов от Струмица, Гаврил Атанасов от Берово и Димитър Папрадишки.